# Callistethus pyropus
Callistethus pyropus är en skalbaggsart som beskrevs av Anton Franz Nonfried 1890. Callistethus pyropus ingår i släktet Callistethus och familjen Rutelidae. Inga underarter finns listade.